# John Adamson (directeur d'université)
Pour les articles homonymes, voir John Adamson et Adamson.
John Adamson, né en 1576 et mort peut-être en 1651, est un directeur d'université et un écrivain écossais.

## Biographie
John Adamson, né en 1576, est le fils de James Adamson (mort après 1617), prévôt de Perth. Son frère cadet est Henry Adamson, poète et historien. Diplômé d'un MA de l'université d'Édimbourg le 30 juillet 1597, il devient directeur d'université et écrivain.
Il meurt peut-être en 1651.